# 31244 Guidomonzino
31244 Guidomonzino este o planetă minoră (asteroid), cu un diametru de 7,252 km, din centura de asteroizi. A fost descoperită pe 19 februarie 1998 la osservatorio astronomico di Sormano⁠(d) de Piero Sicoli⁠(d). 
Obiectul prezintă o orbită caracterizată de o semiaxă mare de 3,2150583 UAi, o excentricitate de 0,15, o înclinație de 3,33253 ° în raport cu ecliptica.